# Lebensraum
Pour les articles homonymes, voir Espace vital (homonymie).
Le Lebensraum [ˈleːbənsˌʁaʊm]  (littéralement « espace vital » en allemand) est un concept géopolitique qui renvoie à l'idée de territoire suffisant pour, dans un premier temps, assurer la survie, notamment culturelle, d'un peuple et, dans un deuxième temps, favoriser sa croissance via l'influence territoriale. Lié au darwinisme social, il est créé par des théoriciens géographes allemands vers la fin du XIXe siècle et devient particulièrement populaire dans les milieux impérialistes allemands, tels que la Ligue pangermaniste, avant d'être incorporé au nazisme et utilisé pour justifier la politique expansionniste de l'Allemagne nazie, en particulier sur le front de l'Est.

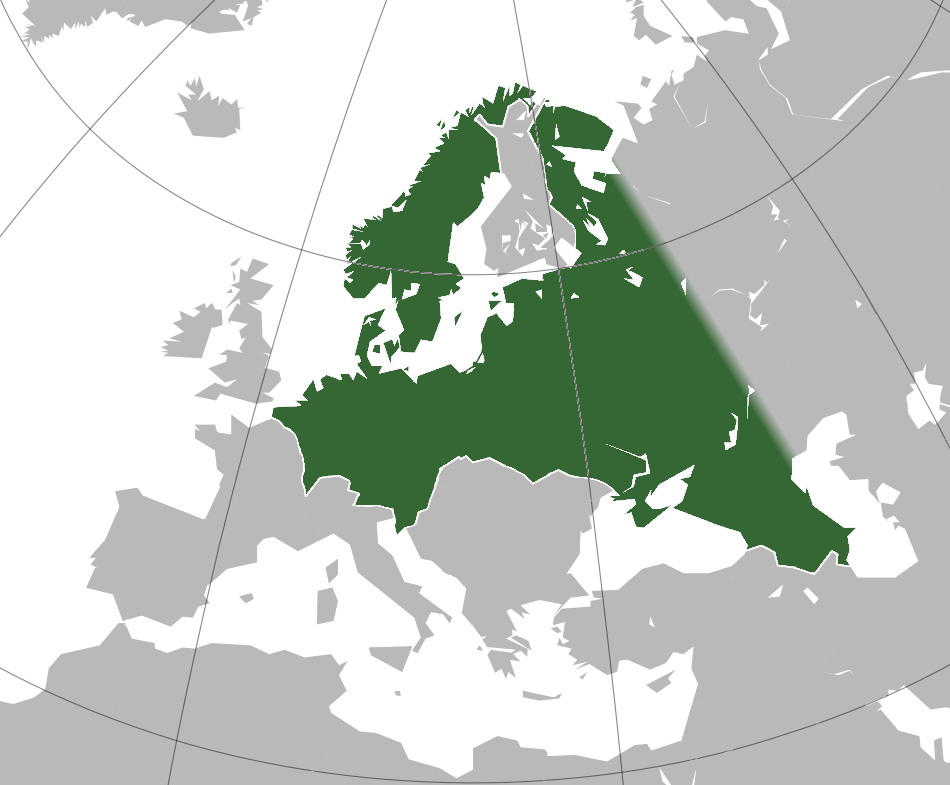
En vert, la « Grande Allemagne » (Großdeutsches Reich) et son espace vital (Lebensraum).

## Origines
Le terme Lebensraum est créé par Friedrich Ratzel (1844-1904) vers la fin du XIXe siècle, puis développé par le géographe Karl Haushofer (1869-1946), et est employé comme slogan en Allemagne pour réclamer l'unification du pays et l'acquisition de colonies selon les modèles britannique et français. Ratzel croit que le développement d'un peuple est principalement influencé par sa situation géographique et qu'un peuple s'étant « adapté » avec succès à un endroit envahira naturellement un autre endroit. Selon lui, il faut remplir l'espace disponible. L'expansion est donc un dispositif normal et nécessaire de toutes les « espèces saines ».
Le concept du Lebensraum, à l'origine lié à la culture, aux aires de civilisation et à l'environnement, devient en vogue dans les milieux géographiques, sur-représentés dans les associations pangermaniques prônant la colonisation telles que la Deutsche Kolonialgesellschaft (Société coloniale allemande, celle-ci sera intégrée dans le Reichskolonialbund après 1933) ou la Ligue pangermanique. Il est développé aussi par les penseurs Völkisch au début du XXe siècle, dans le cadre d'utopies germaniques d'inspiration agraire.
Ces croyances sont mises en avant notamment par Karl Haushofer et Friedrich von Bernhardi. Dans son livre de 1912, L'Allemagne et la nouvelle guerre, Bernhardi complète les hypothèses de Ratzel et, pour la première fois, identifie clairement l'Europe de l'Est comme source de nouvel espace. Le concept du Lebensraum, qui à l'origine n'est pas spécifiquement lié au racisme biologique, ou du moins pas davantage que les autres théories impérialistes, est explicitement lié avec les théories racialistes après la Première Guerre mondiale, dans les années 1920.
Il est aussi lié, à cette époque, avec le concept de Volks- und Kulturbodenforschung (de) (« terre du peuple et de la culture ») forgé par la Stiftung für deutsche Volks- und Kulturbodenforschung (Fondation pour la recherche sur la terre et la culture du peuple), un cercle dirigé par Wilhelm Volz (de) et créé à l'initiative du ministère de l'Intérieur, qui tient sa première session en octobre 1923 et devient le principal représentant de l'alliance entre la recherche scientifique et le nationalisme germanique pendant l'entre-deux-guerres. Ce concept distingue trois zones concentriques : le Reich, c'est-à-dire territoire contrôlé par l'État ; le Volksboden, ou le « territoire ethnique » dans lequel vivent des populations germaniques ; et le Kulturboden (« zone de culture »), où se fait ressentir l'influence de la culture germanique.
Le gouvernement allemand étudie la théorie du Lebensraum de Ratzel et en conclut que la colonisation est un moyen d'augmenter à la fois l'empire et l'« espace vital ». Le Deuxième Reich considère le Sud-Ouest de l'Afrique (Namibie, entre autres) comme la colonie la plus appropriée pour la croissance de l'empire.

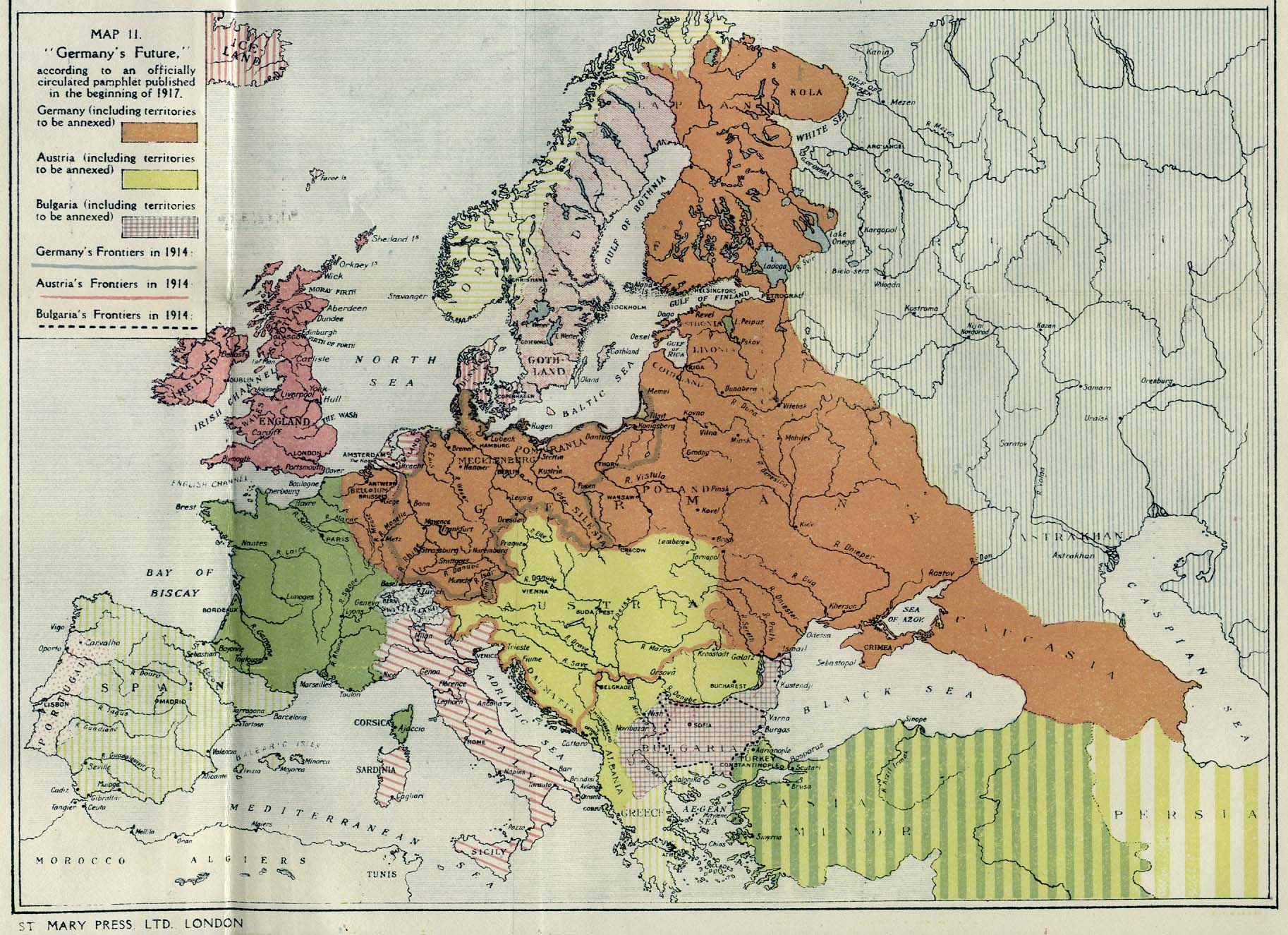
Le futur de l'Allemagne : caricature britannique du pangermanisme allemand en 1917.

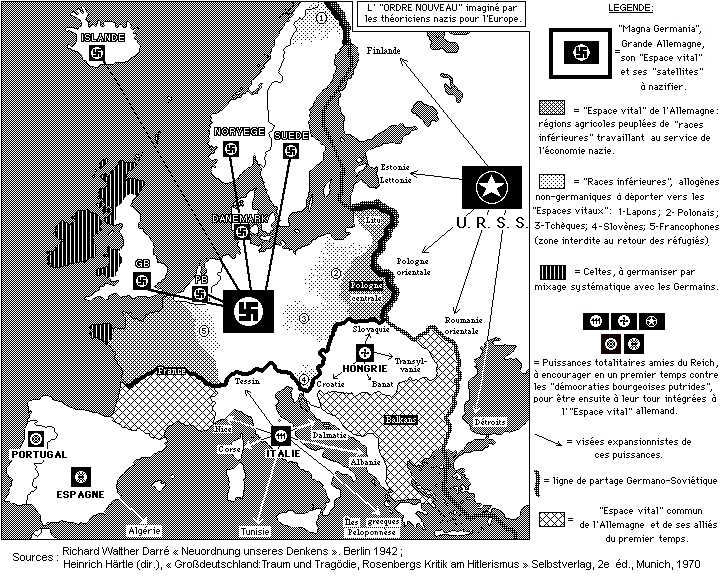
L'« espace vital » nazi imaginé en 1939 par Richard Walther Darré et Alfred Rosenberg dans le cadre du « nouvel ordre européen ».

En 1926, est publié Volk ohne Raum (Un peuple sans espace), livre de Hans Grimm qui obtient un grand succès en Allemagne et dont le titre devient un slogan du NSDAP.

## LeLebensraumnazi
L'idée d'un peuple germanique manquant d'espace est donc très antérieure à Adolf Hitler, mais il est celui qui en a tiré les conclusions politiques et militaires extrêmes. Selon l'historien Ian Kershaw, Hitler n'utilisa qu'une seule fois l'expression Lebensraum avant le putsch de la Brasserie de novembre 1923. C'est probablement Rudolf Hess, ancien élève de Karl Haushofer qui l'a fait connaître à Hitler lors de leur emprisonnement à Landsberg en 1924.
Dans Mein Kampf, rédigé entre 1924 et 1925, Hitler transforme le concept de Lebensraum : plutôt que d'ajouter des colonies — dont l'Allemagne est privée depuis le traité de Versailles —, il veut agrandir le pays à l'intérieur de l'Europe. Il relance ainsi l'idée d'une expansion vers l'Est (Drang nach Osten) et accentue les éléments racistes du Lebensraum, qui devient explicitement lié avec la théorie de l'Herrenvolk (« race des Maîtres, race supérieure ») désignant les « Aryens » ou la « race germanique ». Par exemple :

« Ainsi, nous autres nationaux-socialistes, biffons-nous délibérément l'orientation politique d'avant-guerre. Nous commençons là où l'on avait fini il y a six cents ans. Nous arrêtons l'éternelle marche des Germains vers le sud et vers l'ouest de l'Europe, et nous jetons nos regards vers l'est.
Nous mettons terme à la politique coloniale et commerciale d'avant-guerre et nous inaugurons la politique territoriale de l'avenir.
Mais si nous parlons aujourd'hui de nouvelles terres en Europe, nous ne saurions penser d'abord qu'à la Russie et aux pays limitrophes qui en dépendent. »

— Adolf Hitler, Mein Kampf, tome 2, 1925.
Lors de la prise du pouvoir du NSDAP, la majorité des géographes allemands l'ont acclamé. Seul Emil Waibel choisit l'exil aux États-Unis, tandis qu'Alfred Philippson sera déporté à Theresienstadt.
À partir de 1933, ces théories seront notamment mises en pratique par le Rasse- und Siedlungshauptamt (« Bureau de la race et du peuplement » ou RuSHA), dirigé par Walther Darré jusqu'en 1938 puis, entre autres, par Otto Hofmann et Richard Hildebrandt.
Le 1er septembre 1939, la Pologne est envahie, les opposants politiques, les « indésirables » (Juifs, Tsiganes, communistes, etc.) et les élites intellectuelles et religieuses sont massacrés par les Einsatzgruppen et internés dans les camps de concentration. Hitler caractérise les habitants de l'Union soviétique et les Slaves en général comme des « sous-hommes » et se donne le droit de conquérir les terres soviétiques. Le Lebensraum acquiert ainsi, pendant la Seconde Guerre mondiale, une expansion plus large encore que celle prévue par le Volks- und Kulturbodenforschung. En 1943, les instituts de recherches géographiques et autres, liés aux populations « ethniquement germaniques », sont intégrés au RSHA (« Office central de la sécurité du Reich », lié aux SS) sous la houlette de Wilfried Krallert. Ils prennent alors le nom de Fondation du Reich pour les Études Géographiques, chargées d'analyser les territoires de l'Est en établissant des statistiques sur les populations et la densité de population, etc.
Outre les travaux du célèbre géographe Walter Christaller concernant le gouvernement général de Pologne et le Generalplan Ost, le géographe Emil Meynen (de), à la tête depuis 1941 de l'Abteilung für Landeskunde, division géographique du Reichsamt für Landesaufnahme (de) (Bureau du Reich pour les Études de la Terre), est chargé de l'aménagement du territoire conquis à l'Est. Malgré l'intérêt des Américains pour cette équipe de géographes, Meynen et son équipe (Erich Otremba, Angelika Sievers, etc.) sera interné après la guerre, avec l'équipe d'Albert Speer, dans le cadre de l'opération Dustbin. Relâchés, ils deviendront des géographes majeurs de l'après-guerre en RFA.
Dès lors, le Lebensraum constitue l'utopie nazie : il doit permettre de réaliser l'objectif fasciste de l'autarcie, car la Russie est censée regorger de richesses. En outre, au sein de cet espace vital, les Allemands vivront dans une sorte de nouveau jardin d’Éden, séparés des Slaves livrés à eux-mêmes, promis à l'esclavage et à une mort certaine. Soumis dans un premier temps à une sévère politique de déplacement de populations (Slaves et Juifs), ces territoires baltes, biélorusses, ukrainiens doivent à terme être repeuplés par des Allemands ou des populations germaniques.
Hormis l'Europe, et sur des sources reprises à Nuremberg en 1945 par rapport à des documents compromettants de l'O.K.H, il aurait été évoqué en 1942, dans l'hypothèse où l'Union Soviétique était battue, une avancée des troupes allemandes au-delà du Caucase, vers l'Azerbaïdjan, la Géorgie et le Proche-Orient. Rommel venant d'Afrique du Nord aurait rejoint les opérants de Barbarossa en Palestine et les panzers auraient poursuivi leur route vers le pétrole de la péninsule Arabique d'un côté et vers les Indes Britanniques de l'autre dans le but d'opérer à terme une jonction avec les troupes japonaises en Birmanie occupée, partageant l'Asie entre les sphères d'influence germanique et nippone. Le golfe de Guinée (au large de l'Afrique noire française), un contrôle de Madagascar (transportation des populations juives), dixit Heydrich, les Canaries et les Açores qui ont également été évoquées lors de l'entrevue Hitler-Franco à Hendaye en 1940, sont autant de convoitises prisées par le IIIe Reich, dans la perspective d'une reprise en main de l'Afrique coloniale une fois l'empire britannique vaincu. Une hypothèse aurait même été émise sur une présence allemande en Guyane française concernant une possible tête de pont en Amérique Latine, Hitler ayant quelquefois évoqué un « Brésil allemand ».
Par ailleurs, l'appellation "Welthauptstadt" du projet de nouvelle capitale allemande (littéralement capitale mondiale) ne laisse guère d'équivoque sur la considération du régime envers les autres pays souverains. Il n'est pas impossible qu'à long terme, l'Allemagne nazie eut envisagé d'éliminer tout rival potentiel pour la sauvegarde de son espace vital, jusqu'à satelliser l'ensemble des pays de la planète si nécessaire.
Selon l'Encyclopédie du Musée mémorial de l'Holocauste des États-Unis, le Lebensraum d'Adolf Hitler était le « destin manifeste » de son Allemagne fantasmée et de la conquête impériale de l'Europe de l'Est. Hitler a comparé l'expansion nazie à l'expansion américaine vers l'Ouest, en disant : « il n'y a qu'un seul devoir : germaniser ce pays [la Russie] par l'immigration d'Allemands et de considérer les indigènes comme des Peaux-Rouges ».

## Utilisation du concept hors du contexte de l'entre-deux-guerres
Jared Diamond utilise deux fois le concept de Lebensraum dans le livre Le Troisième Chimpanzé.
La première fois pour décrire le génocide des Tasmaniens - Chapitre 16 (donc dans un sens plutôt traditionnel, quoique détaché du contexte habituel européen/allemand, et également libre de liens avec l'idéologie nazie), et la seconde pour décrire le territoire occupé par les premiers Américains après -11000 (notion de Lebensraum de l'espèce humaine dans son ensemble comme espace où vivent les humains)[pas clair].
Marshall McLuhan utilise le terme dans son classique Pour comprendre les médias (1964) en dehors de tout contexte politique. En effet, il est utilisé pour traiter du système d'informations généré par l'écoute attentive de la radio dont le propre, écrit McLuhan, est de nous « immerger dans un espace ou un lebensraum auditif ».
Bruno Latour utilise le terme dans "Où atterrir ?" (p109) pour désigner la politique de Donald Trump, et le "non negociable way of life" de George Bush : par leur mode de vie et leur refus de partager les contraintes planétaires, les américains (et les occidentaux au sens large) imposent leur empreinte écologique, disproportionnée par rapport à la taille de leur population, au détriment de la part de ressources naturelles des autres pays. Bien que le phénomène soit moins flagrant pour la Chine, première émettrice de gaz à effet de serre mais aussi très peuplée, celle-ci semble aussi prendre le même chemin.